# Lago Waterton
O Lago Waterton é um lago localizado na fronteira entre o Canadá e os Estados Unidos na junção dos parques nacionais de dois parques - Parque Nacional do Lago Waterton e Parque Nacional Glacier (Estados Unidos). 
É o mais elevado de uma série de três lagos e foram nomeados em honra de Charles Waterton (1782-1865), naturalista e explorador britânico, que fez parte da Expedição Palliser.